# Conversation avec Gregory Peck

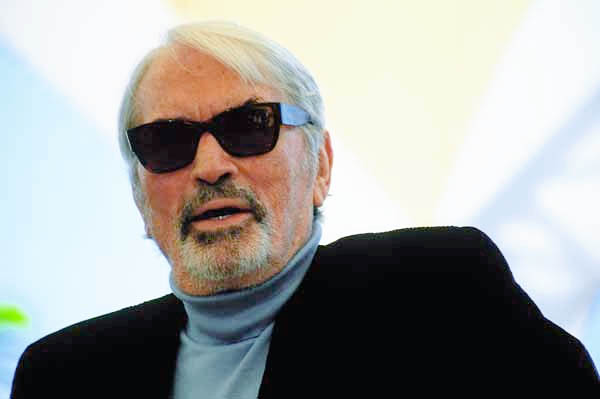
Gregory Peck au 53e Festival de Cannes (2000)

Conversation avec Gregory Peck (A Conversation with Gregory Peck) est un film documentaire américain réalisé par Barbara Kopple en 1999.

## Synopsis
La réalisatrice suit l'acteur de légende Gregory Peck pendant une année à travers les États-Unis et l'Europe, où il donne des conférences devant un public venu approcher le voir et lui poser des questions sur sa longue carrière. En parallèle de l'homme public, on découvre un portrait plus intime de celui qui fut l'interprète de Atticus Finch dans Du Silence et des Ombres, à travers des entretiens avec sa femme et ses enfants.

## Fiche technique
- Réalisation : Barbara Kopple
- Pays : États-Unis 1999
- Durée : 97 minutes
- Production : Barbara Kopple, Cecilia Peck, Linda Saffire

## Distribution
- Gregory Peck (lui-même)
- Veronique Peck (elle-même)
- Anthony Peck (lui-même)
- Cecilia Peck (elle-même)
- Carey Paul Peck (lui-même)
- Lauren Bacall (elle-même)
- Martin Scorsese (lui-même)
- Bill Clinton (lui-même)
- Hillary Clinton (elle-même)
- Jacques Chirac (lui-même)
- Line Renaud (elle-même)
- Richard Anconina (lui-même)

## Anecdotes
- Le film a été présenté hors compétition au Festival de Cannes en 2000, en présence de l'acteur.

## Autour du film
Le documentaire montre un double intérêt : celui de rendre compte de l'impact qu'eut Gregory Peck sur plusieurs générations de spectateurs, et celui de montrer l'Homme derrière l'Acteur dans sa vie privée.
Les conférences que donna Peck à la fin de sa vie commençaient par une projection de plusieurs extraits de ses films les plus célèbres, après quoi il entrait sur scène sous une ovation. Entre anecdotes et révélations, il laissait la parole à son public. Le documentaire montre alors des admirateurs de tous âges dont les vies furent influencées directement ou indirectement par les films de Gregory Peck. Ainsi on voit une femme qui donna Gregory comme prénom à son fils ou un homme qui décida de devenir avocat après avoir vu Du Silence et des Ombres. Un moment d'émotion est retranscrit avec une femme ayant dépensée toutes ses économies pour venir de Londres rencontrer son idole. Reçue dans la loge à la fin du spectacle, Gregory Peck lui offrit un bouquet de fleurs. L'amour que portait le public à l'acteur se retrouve aussi dans une sortie avec sa fille où il est reconnu et abordé poliment par plusieurs passants heureux de lui témoigner leur admiration.
La partie privée montre Gregory Peck en famille, avec sa femme Véronique, et ses enfants, Anthony et Cecilia (qui accouche à la fin du documentaire). Il évoque aussi avec pudeur le suicide d'un de ses fils, et rend visite à Carey, son fils vétéran du Vietnam. A la question d'un spectateur "Que voudriez vous que l'on retienne de vous ?", Peck répond qu'il voudrait que l'on garde avant tout l'image d'un bon mari et d'un père.
En outre, on le voit aux côtés de Bill Clinton qui lui remet une décoration, de Martin Scorsese dans une université de cinéma, et de Jacques Chirac, Line Renaud et Richard Anconina lors d'un voyage à Paris.